# Острц, Энрик
Энрик Острц (словен. Enrik Ostrc; род. 21 июня, 2002) — словенский футболист, полузащитник нидерландского клуба «Хелмонд Спорт». Игрок сборной Словении до 21 года.

## Клубная карьера

### «Олимпия» Любляна
В июле 2020 года стал игроком основной команды люблянской «Олимпии». Дебютировал в Первой лиге Словении 6 июня 2020 года в матче с клубом «Табор», забил гол на 64-й минуте. В сезоне 2020/21 сыграл в квалификации Лиги Европы УЕФА в матчах против «Викингура» и «Зриньски».
В январе 2021 года игрока выкупил «Труа» и сразу же отдал в аренду «Олимпии» до конца сезона. В сезоне 2021 года дошёл с командой до финала Кубка Словении, где «Олимпия» обыграла «Целе» со счётом 2:1. Летом 2021 года сыграл в квалификации Лиги Конференций УЕФА в матчах с клубами «Бирбиркара» и «Санта-Клара».

### «Труа»
В январе 2021 года был выкуплен клубом «Труа» и сразу отдан в аренду «Олимпии».

### «Ломмел»
В январе 2022 года был отдан в аренду в «Ломмел» из Первого дивизиона Бельгии. Дебютировал за клуб в матче с «Вестерло».

## Достижения
«Олимпия»
- Обладатель Кубка Словении: 2020/21